# Kościół Podwyższenia Krzyża Świętego w Sokolnej
Kościół Podwyższenia Krzyża Świętego w Sokolnej – rzymskokatolicki kościół filialny należący do parafii Nawiedzenia Najświętszej Maryi Panny w Tarnówce (dekanat Jastrowie diecezji koszalińsko-kołobrzeskiej)
Jest to murowana świątynia wzniesiona w stylu neogotyckim w latach 1896-1897, poświęcona została w dniu 8 grudnia 1947 roku